# ホ・オポノポノ
ホ・オポノポノ（Hoʻoponopono）は、ハワイにおける、告白による和解と許しの習慣、社会秩序・家族関係を回復するための習慣、病気からの回復法・予防法である。または、それに想を得て作られたニューエイジのスピリチュアルな実践である。
サモア、タヒチ、ニュージーランドを含む南太平洋の島々でも、ハワイ同様の許しの習慣が行われてきた。伝統的なホ・オポノポノはハワイの先住民の治療者によって行なわれ、それは家族であることが多い。
ニューエイジでは同じ名前で、スピリチュアルな実践が行なわれているが、実践者自身の癒しを目的とする自己援助の行為で、集団のプロセスである伝統的なホ・オポノポノとは異なっている。

## 言葉
ホ・オポノポノというハワイ語は、PukuiとElbertによるハワイ語辞典において「心の洗浄。祈り、議論、告白、後悔、互いの補償と許しによって関係を整える家族会議」と定義されている。
初期のハワイの歴史家の文章では、カプ（タブー）やスピリチュアルなルールを破ったことによる病気の信仰に関する文章では、ホ・オポノポノという言葉は使われていなかった。
英語に翻訳されているが、歪曲された類義語として使用されており、注意を要する。

## ポリネシア文化における前提
多くのポリネシア文化では、ハラ（hara または hala）と呼ばれる個人の誤りによって、病気になると信じられている。ハラが神を怒らせると考える人もいれば、悪意を持つ神を引き寄せると考える人もいる。
しかし、ほとんどの場合、ハラに対して儀式が行なわれ、これは溜まったハラを減らす可能性があると考えられている。
バヌアツや南太平洋の島々では、病気は性的不品行や怒りによって起こると考えられている。ある地元の男性は、「あなたが2、3日怒り続けるなら、病気になるだろう」と語った。こうした病気に対する治療法は、告白である。患者、またはその家族は告白をするだろう。もし誰も告白しなければ、患者は死ぬかもしれない。バヌアツでは、秘密は病気に力を与えると信じられている。秘密は告白されると力を失う。
ハワイを含む多くの島々、ソロモン諸島のティコピア島、クック諸島のラロトンガ島などでは、父の罪が子供に降りかかると信じられている。子供が病気なら、両親にはけんかや不品行の疑いがある。
社会的秩序を乱すと、病気に加えて、その土地に不作や災害がもたらされ得る。告白と謝罪だけが、調和を回復できるとされた。
プカプカ島では、こうした癒しのために、患者に一種の告白をさせるのが通例だった。
同様の伝統が、サモア、タヒチ、ニュージーランドのマオリにも見られた。

## 伝統的なホ・オポノポノ
ホ・オポノポノでは、障害の理由や原因を知ることで、家族や神との関係を修復し、回復し、維持する。通常家族の最も上位のメンバーによって開催される。通常家族間で行われるが、家族だけで解決できないときは、尊敬している家族以外の人間を頼った。神々または争っている相手の許しが必要とされた。
プロセスは祈りで始まり、問題が声に出して言われ、その罪について話し合われる。家族が協力して問題にあたることが期待され、互いの感情が認められ、告白、悔い改め、許しが行われる。いくつかの家族は、家族の問題が爆発するのを防ぐために、毎日または毎週家族で集会を行った。怒り、罪悪感、暴行、許されないというストレスから病気になると考えた人は、病気になった時に家族で集会をした。Kupuna Nana Vearyは、家族の子供が病気になった時に、祖母が両親に何をしたか聞いたと書いている。家族全員が完全に許せば病気が治ると信じられていた。
古代からハワイで行われて来たと信じられており、実践法について文献上に記載された最初のものは、1958年のマリー・カウェナ・プクイ(Mary Kawena Pukui)による著作である。プクイは、ホ・オポノポノについて"大家族が壊れた家族関係を正しいものにするために集まること"と記述した。
また、プクイが心理学者ヘルティヒと共著したNana i ke Kumu と題された学術的研究（1-2巻）にも記載が見られる。

## ニューエイジ

### カルマからの解放
1980年代にカフナのモーナ・ナラマク・シメオナ（Morrnah Nalamaku Simeona, 1913年-1992年） は、個人で行うための新しいホ・オポノポノを創始し、これをセルフ・アイデンティティー・スルー・ホ・オポノポノ (Self I-dentity through Hoʻoponopono, SITH, ホ・オポノポノによる自己同一性)と名付けた。キリスト教（プロテスタントとカトリック）、中国とインドの哲学、アメリカの心霊診断家で転生思想を唱えたエドガー・ケイシーの思想の影響を受けている。
シメオナによるホ・オポノポノは、転生が前提とされており、「過去の転生での不愉快で悪い経験を解放し、トラウマを解決して記憶から取り除くこと」、精神をカルマの呪縛から解放することを目指す。この実践法は、完全な自己責任の立場に立ち、問題は自分自身の悪いカルマの影響としてのみ捉えられている。カルマの呪縛が意識の高次への進化を妨げるので、カルマの浄化が意識の進化に必須であるとされる。こうした考えは伝統的なホ・オポノポノとは異なる。シメオナはカルマ浄化のための14のステップを提唱している。なお、このプロセスに特定のマントラを唱えることは含まれていない。
マナという伝統的な概念が用いられるが、シメオナのマナの説明は伝統的なポリネシア人の理解とは異なっている。
シメオナが設立したPacifica Seminarsは、ドイツで最初のセミナーを行った。ドイツ、ポーランド、フランス、デンマークでも定期的に開催されている。

### ゼロの状態
シメオナの没後、シメオナの生徒のイハレアカラ・ヒューレン(Ihaleakala Hew Len)が、シメオナのものを参考に、ジョー・ヴィターリと『Zero Limits』（日本語訳版：『あなたを成功と富と健康に導く　ハワイの秘宝』。日本語加筆修正再編集版：『人生が変わるホ・オポノポノの教え』PHP出版） という本を共同で執筆した。問題は外部の現実ではなく自分自身であり、全ての責任は自分自身の投影とされ、完全な自己責任の立場に立つ。シメオナとは異なり「限界もなく、記憶もなく、アイデンティティもない、ゼロの状態」という考えが提示され、「Self-I-Dentity thru Hoʻoponopono」という状態を実現するためにマントラが利用されている。ヒューレンによるホ・オポノポノは、自らの記憶に向けて、「どの記憶が問題を引き起こしているのだろうか」と問いかけた後、「ありがとう、ごめんなさい、許して下さい、愛しています」というマントラを繰り返すことで実践される。